# Госсортоучасток
Госсортуча́сток (рос. Госсортучасток) — селище у складі Томського району Томської області, Росія. Входить до складу Богашовського сільського поселення.

## Населення
Населення — 22 особи (2010; 138 у 2002).
Національний склад (станом на 2002 рік):
- росіяни — 93 %